# 吴江捷运系统T1示范线
吴江捷运系统T1示范线，是中国江苏省苏州市吴江区的智轨公共客运线路。2021年2月开始上线调试，2021年11月1日正式载客运营。

## 简介
吴江捷运系统T1示范线起由苏州轨道交通4号线同里站，终到同里古镇北门，沿同津大道、云梨路、大庙路和崇本路运行，全长5.1公里，设站2座，并预留车站3座，用于替代轨交站至景区间原有的公交接驳方式。T1线采用中国中车株洲电力机车研究所的3编组智轨电车，最大定员307人。初期上线4组，实现约15分钟1班的发车间隔。
2021年11月1日该线正式运营，初期开通轨交同里站和同里古镇两个站点，总运行时间12分钟，班次间隔20分钟，实施免费乘坐。

## 车站列表

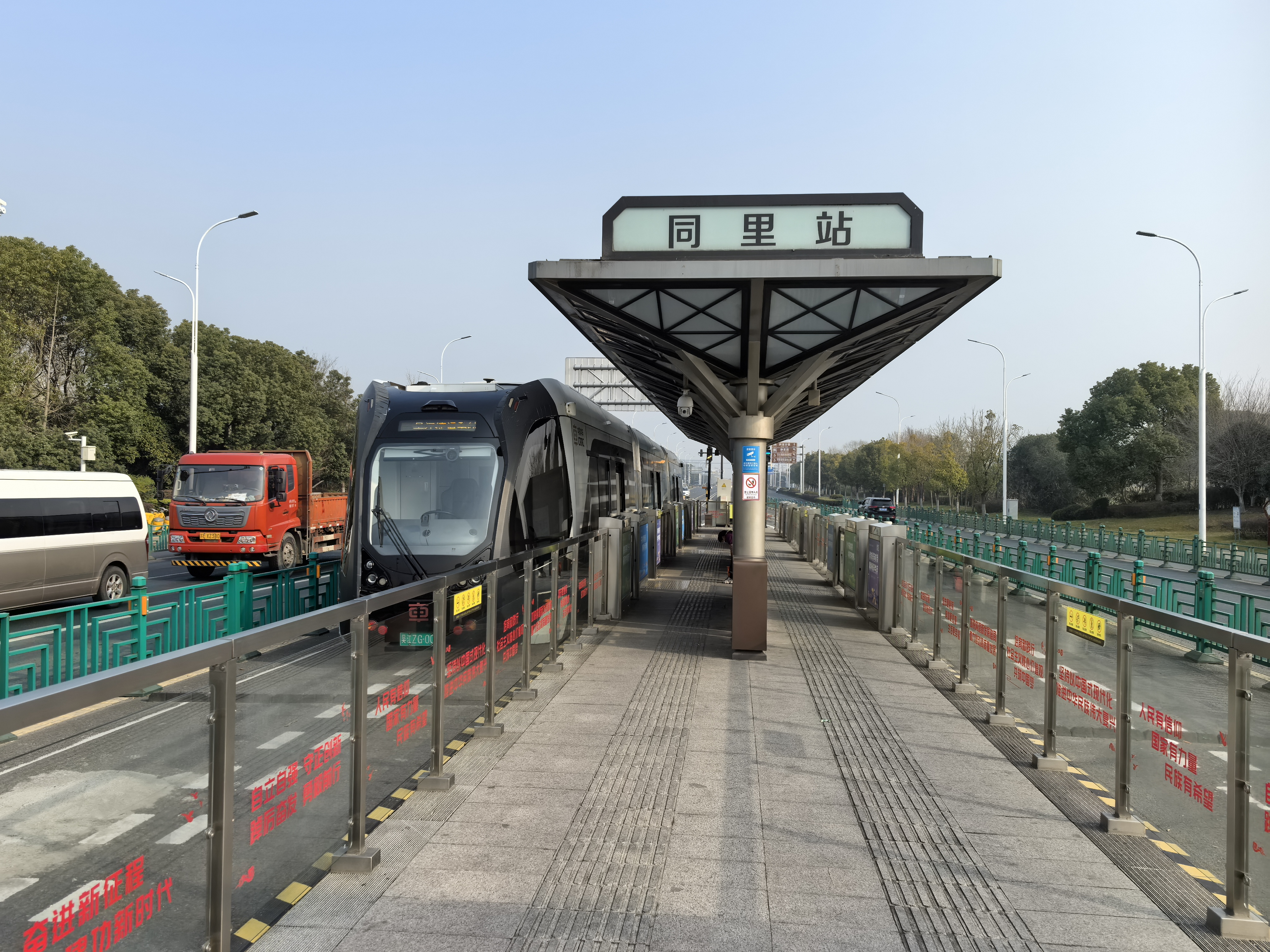
同里站站台

吴江捷运系统T1示范开放2座车站，并预留3座车站。车站的雨棚采用装配式钢结构，且造型和外观设计提取融合了传统苏式建筑中的“漏窗”元素。各站如下所示：
| 站名     | 英文站名            | 换乘线路                | 所在地 | 启用日期       |
| -------- | ------------------- | ----------------------- | ------ | -------------- |
| 同里     | Tongli              | 苏州轨道交通4号线同里站 | 吴江区 | 2021年11月01日 |
| 湖心东路 |                     |                         | 吴江区 | 预留           |
| 云梨路   |                     |                         | 吴江区 | 预留           |
| 大庙路   |                     |                         | 吴江区 | 预留           |
| 同里古镇 | Tongli Ancient Town |                         | 吴江区 | 2021年11月01日 |

## 未来规划
吴江捷运系统T1线二期将向南延伸至芦荡湖湿地公园，延伸后的线路全长约12km。